# زرافه آفریقای جنوبی
زرافه آفریقای جنوبی (نام علمی: Giraffa camelopardalis giraffa) نام یک زیرگونه از گونه زرافه است.

## نگارخانه

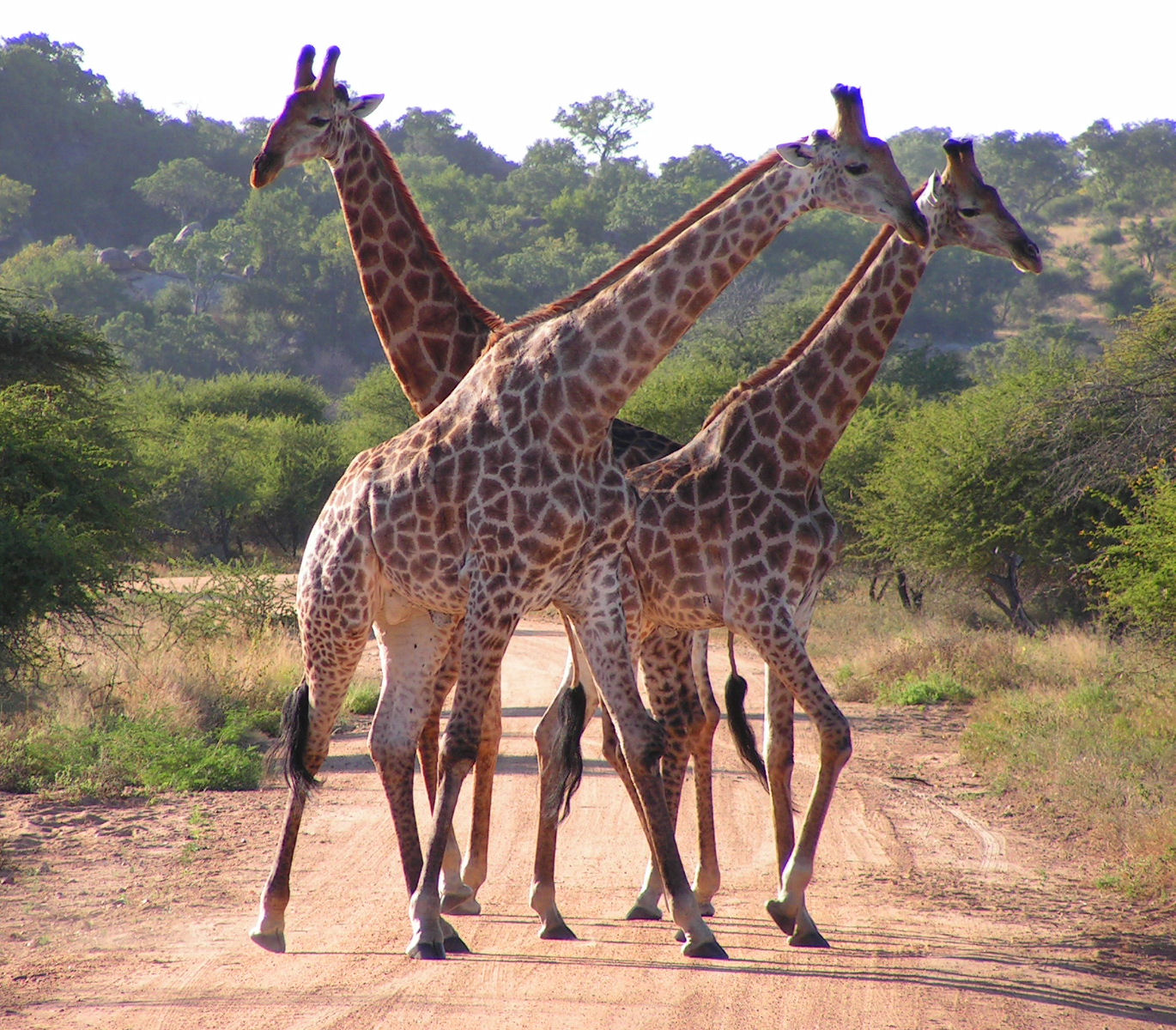
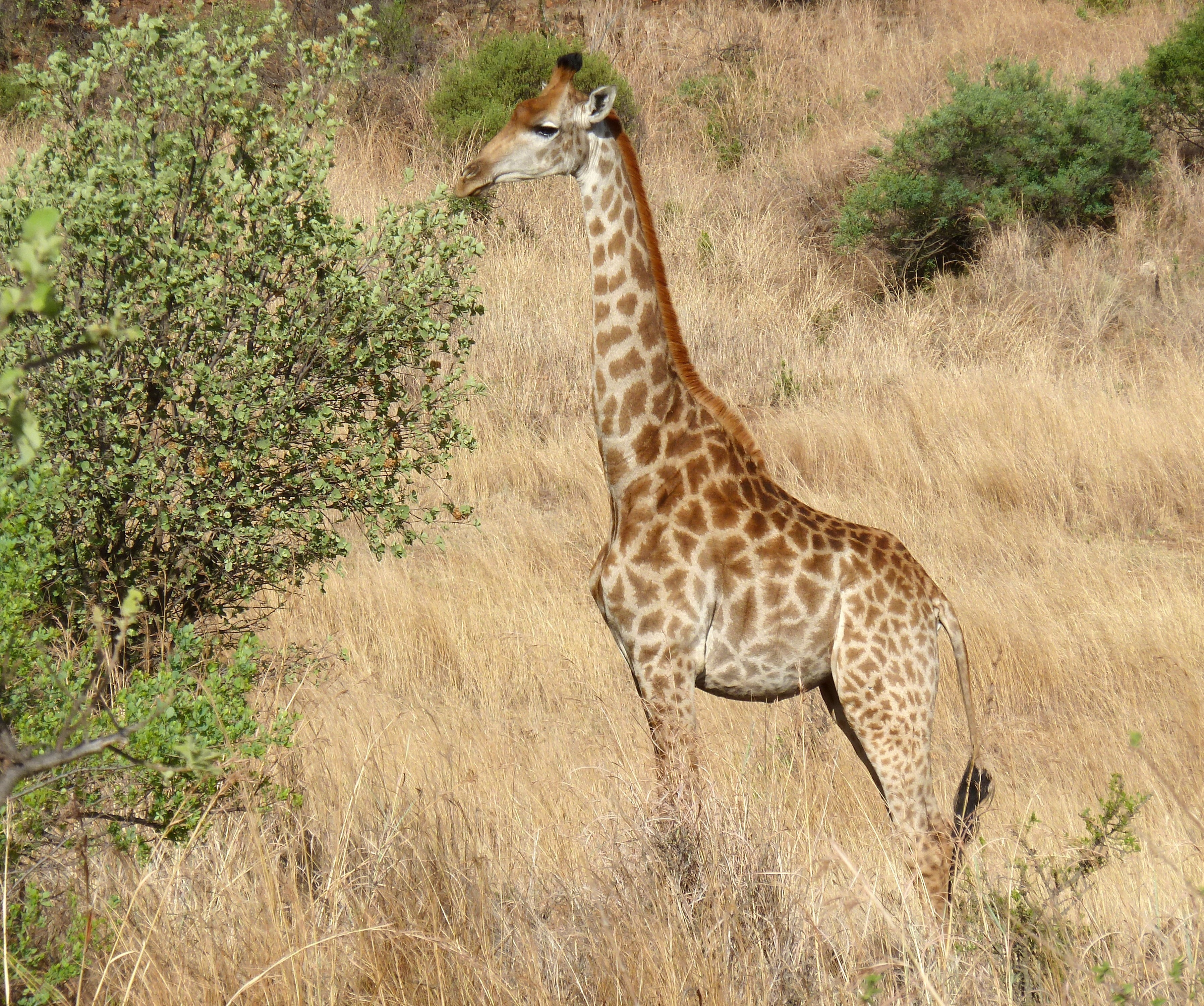